# Estadio Monumental David Arellano
Estadio Monumental David Arellano is een voetbalstadion in Macul ten zuidoosten van de Chileense hoofdstad Santiago. Het is de thuisbasis van de voetbalclub Colo-Colo en wordt daarnaast ook gebruikt als veld voor andere teams en het nationale voetbalelftal. Het stadion heeft een capaciteit van 47.000 toeschouwers.
In het Estadio Monumental raakten op 22 augustus 1993 zeventig mensen gewond toen het dak van de accommodatie instortte. Het ongeluk deed zich voor tijdens de vriendschappelijke wedstrijd tussen Colo-Colo en het Spaanse Real Madrid, waar 65.000 mensen op af waren gekomen.
Estadio Regional de Antofagasta (Antofagasta) · Estadio La Portada (La Serena) · Estadio Sausalito (Viña del Mar) · Estadio Elías Figueroa Brander (Valparaíso) · Estadio Nacional (Santiago) · Estadio Monumental David Arellano (Santiago) · Estadio El Teniente (Rancagua) · Estadio Municipal de Concepción (Concepción) · Estadio Municipal Germán Becker (Temuco)